# التدخين في كرة القدم

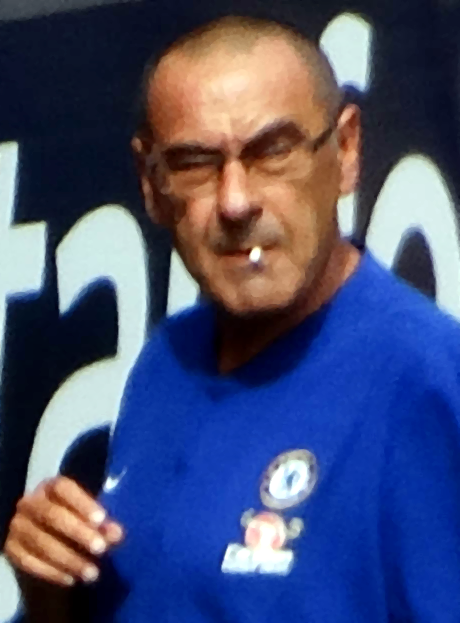
مدرب تشيلسي والمدخن الشهير ماوريسيو ساري في عام 2018، يمضغ عقب سيجارة خلال مباراة في الدوري الإنجليزي الممتاز بسبب حظر التدخين في إنجلترا.

تُشكّل قضية التدخين في كرة القدم قضية خلافية تاريخية. ففي الماضي، كان مُدرّبو كرة القدم يدخنون على خط التماس وكذلك يدخن اللاعبون بعيدًا عن الملعب. لكنّ الاتجاهات المتنامية لمكافحة التدخين أدت إلى فرض عدد من القيود المحيطة بها. والآن أصبح التدخين محظورًا إلى حد كبير في الملاعب في جميع أنحاء العالم، لكن بعض اللاعبين والمديرين استمروا في التدخين.

## تاريخ
في أوائل القرن العشرين، كان التدخين بين اللاعبين والمدربين منتشرًا على نطاق واسع في عالم كرة القدم. في ثلاثينيات القرن العشرين، تم استخدام أفضل لاعبي كرة القدم في إنجلترا للترويج لعلامات السجائر التجارية حيث كان اللاعبون يدخنون في كثير من الأحيان. كانت بطاقات السجائر عبارة عن بطاقات قابلة للتحصيل من علب السجائر، وكانت صور لاعبي كرة القدم من الأنواع الشائعة. كان بوبي روبسون أول لاعب يطالب بحقوق صورته، وقد حصل على ثلاثة جنيهات إسترلينية مقابل استخدام صورته على بطاقات السجائر. ومن خلال هذا الإعلان عن السجائر، أصبح ستانلي ماثيوز على دراية بالروابط العلمية بين التدخين والسرطان بعد البحث في الأمر. كما أن بعض المدربين في ذلك الوقت لم يسمحوا بالتدخين بالقرب من لاعبيهم، حيث سأل مدرب آرسنال هيربرت تشابمان اللاعبين عما إذا كانوا يدخنون أو يشربون الكحول قبل محاولة التوقيع معهم وأصدر مدرب ولفرهامبتون واندررز، فرانك باكلي، قواعد للنادي تحظر على اللاعبين التدخين لمدة يومين قبل المباراة.

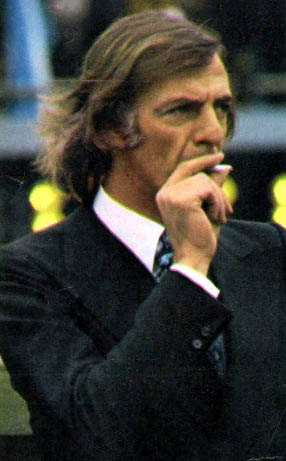
سيزار لويس مينوتي في كأس العالم 1978

بعد الحرب العالمية الثانية، استمر عدد من اللاعبين البارزين مثل جاك تشارلتون، ويوهان كرويف، وبريبن إلكيير وسقراط في التدخين. في الخمسينيات من القرن العشرين، عندما أصبح ويلف ماكغوينس مدربا للفريق الاحتياطي في مانشستر يونايتد، حيث كان يتولى إدارة اللاعبين الذين لعب معهم، تم تشجيعه على البدء في التدخين كوسيلة لتأكيد سلطته كمدير.

## الحظر
قد أدت المعارضة المتزايدة للتدخين إلى قيام الهيئات الحاكمة بفرض قيود على التدخين في كرة القدم. في عام 1985، وفي أعقاب حريق ملعب برادفورد سيتي الذي نُسب إلى سيجارة ملقاة أشعلت النيران في القمامة المتراكمة، حظر الاتحاد الإنجليزي لكرة القدم التدخين في جميع المدرجات الخشبية في إنجلترا. كشفت دراسة أكاديمية أجريت عام 1986 أن 5% فقط من لاعبي كرة القدم المحترفين يدخنون. في عام 2002، فرض الاتحاد الدولي لكرة القدم حظراً على التدخين في الملاعب خلال كأس العالم 2002، إلا أن هذا الحظر الكامل تم إسقاطه فيما بعد في كأس العالم 2006. وعلى الرغم من ذلك، تم فرض حظر على التدخين على خط التماس خلال البطولة، حيث تلقى مدرب المنتخب المكسيكي ريكاردو لافولبي تحذيرًا رسميًا بسبب التدخين أثناء مباراة منتخبه في مرحلة المجموعات ضد المنتخب الإيراني.
في عام 2003، أعلن الاتحاد الأوروبي لكرة القدم أنه خلال المسابقات الأوروبية لموسم 2004-2005، سيتم حظر التدخين على خط التماس والمناطق الفنية ولكن سيتم السماح به داخل غرفة تبديل الملابس حيث تسمح القوانين المحلية بذلك. تم توبيخ مدرب نادي ميلان كارلو أنشيلوتي بسبب انتهاكه لهذه القاعدة في عام 2007 بسبب التدخين أثناء مباراة ميلان في دوري أبطال أوروبا ضد نادي سيلتيك في سيلتيك بارك. في عام 2010، كجزء من قانون قواعد السلوك في الملاعب، حظرت الفيفا التدخين في جميع مناطق الملاعب المستخدمة في مسابقاتها. التدخين ممنوع في الملاعب في المكسيك وتم إيقاف ريكاردو فيريتي مدرب نادي تيغريس أونال لمباراة واحدة بعد التدخين على مقاعد البدلاء خلال مباراتهم ضد سانتوس لاغونا في عام 2021.

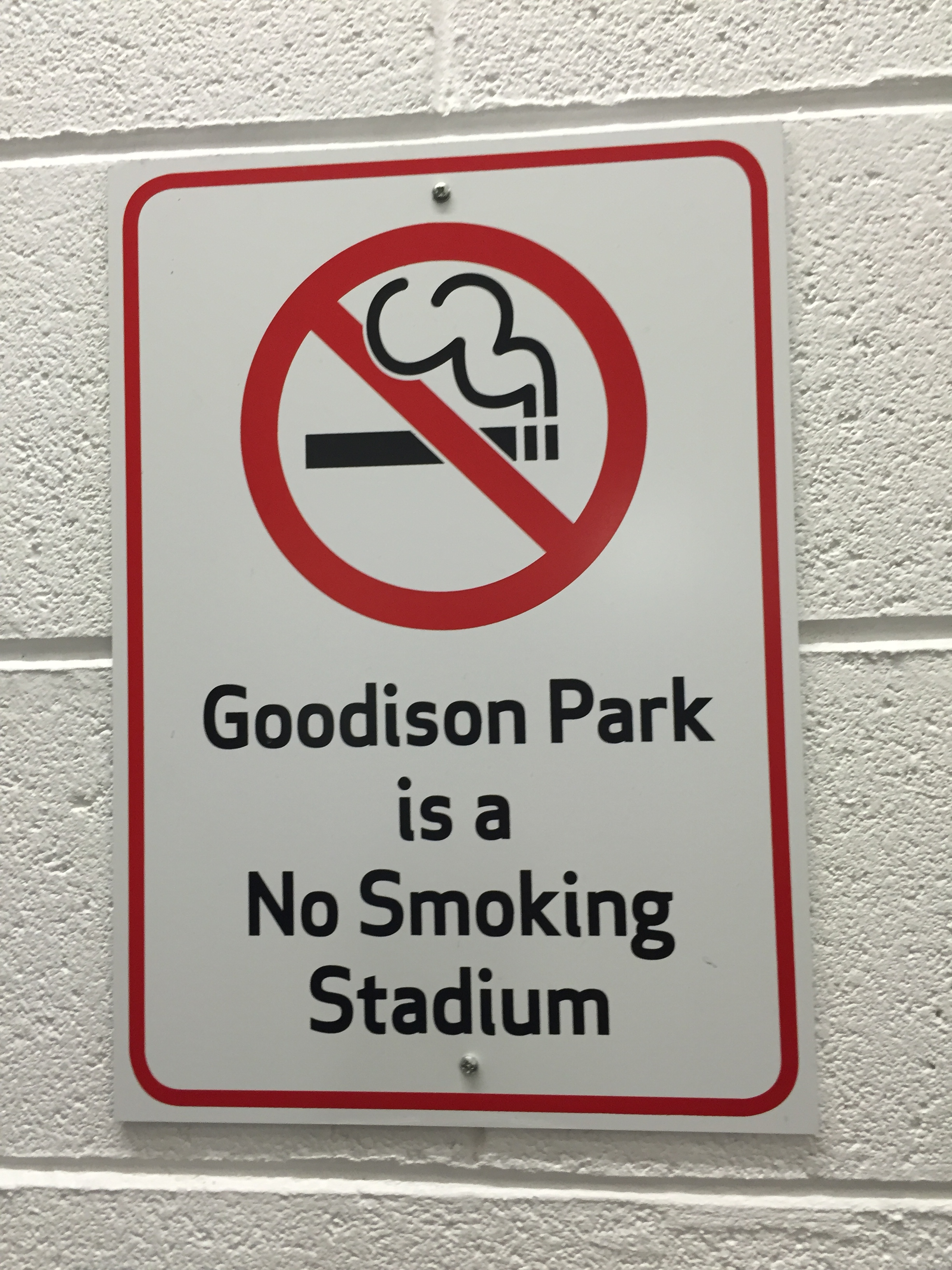
كان ملعب غوديسون بارك أول ملعب خالٍ من التدخين في إنجلترا.

وفي إنجلترا، بدأت الأندية أيضًا بحظر التدخين في العديد من المناطق داخل ملاعبها. في عام 2005، أعلن نادي إيفرتون أن ملعب غوديسون بارك سيصبح ملعبًا خاليًا من التدخين مع حظر التدخين تمامًا في أي مكان في الملعب، وهو الأول من نوعه في إنجلترا. وقد اتبعت أماكن أخرى النهج ذاته، حيث حظر كل من ملعب مدينة مانشستر وملعب الضوء التابع لسندرلاند التدخين بحلول عام 2006. في ويلز، فرض ملعب الألفية حظراً على التدخين في عام 2006 بعد تشجيع من الحكومة الويلزية. في أيرلندا الشمالية، حظر الاتحاد الأيرلندي لكرة القدم في عام 2007 التدخين في جميع مباريات المنتخب الأيرلندي في ويندسور بارك.
في عام 2011، حظرت إسبانيا التدخين داخل الملاعب. ومع ذلك، لا يزال يُسمح للاعبين والمتفرجين بالتدخين في المناطق الخارجية للملاعب. فرضت بعض الأندية الفردية، مثل برشلونة، حظراً كاملاً منفصلاً على التدخين في أي مكان داخل أراضيها. واصل ريال مدريد السماح بالتدخين في ملعب سانتياغو برنابيو، لكنه أعلن في عام 2019 أنه بمجرد الانتهاء من تجديدات الملعب، سيتم حظر التدخين. في العام نفسه، أقرت الأرجنتين تشريعًا يحظر التدخين في العديد من الأماكن العامة، لكن التدخين في ملاعب كرة القدم استُثني على وجه التحديد من هذا الحظر. وقد أقرّت البرازيل قانونًا مماثلًا يستثني ملاعب كرة القدم من القيود الصارمة المفروضة على التدخين في عام 2014. في عام 2013، تلقى سلافن بيليتش، المدير الفني لفريق بشكتاش التركي آنذاك، تحذيراً من الاتحاد التركي لكرة القدم. بعد أن تم تصويره وهو يدخن أثناء مشاهدة مباراة غالطة سراي ضد غازي عنتاب سبور في ملعب رامس بارك، قيل لبيليتش أن أي مخالفة أخرى ستؤدي إلى فرض غرامة.
حظرت فرنسا التدخين على خط التماس في عام 2014. في عام 2018، أصدر الاتحاد الروسي لكرة القدم قاعدة تحظر على لاعبي المنتخب الروسي التدخين في كأس العالم 2018. وقد حظي هذا القرار بدعم الرئيس الروسي فلاديمير بوتين الذي شجع أيضًا المشجعين على التوقف عن التدخين ودعم المنتخب. في عام 2021، حظرت باراغواي التدخين في جميع الأماكن العامة المزدحمة.

## ما بعد الحظر
على الرغم من الحظر الذي فُرض في القرن الحادي والعشرين، واصل بعض لاعبي كرة القدم والمدربين التدخين. في عام 2004، أطفأ جوي بارتون سيجارًا في عين زميله في فريق مانشستر سيتي، جيمي تاندي، وتم رفع دعوى قضائية ضده بنجاح بمبلغ 65 ألف جنيه إسترليني. تم تعيين اللاعب الفرنسي زين الدين زيدان من قبل الاتحاد الأوروبي لقيادة حملتهم المناهضة للتدخين في عام 2002، ولكن شوهد لاحقًا في عام 2006 وهو يُدخّن. كان المدير الفني الإيطالي ماوريسيو ساري يدخن بانتظام، حيث قام ناديي نابولي ولايبزيغ ببناء حظائر خرسانية على خط التماس حتى يتمكن من التدخين بشكل قانوني. عندما أصبح مدربا لفريق تشيلسي في إنجلترا حيث يُحظر التدخين داخل الأماكن المغلقة، بدأ في مضغ أعقاب السجائر. تعرض المدير الفني للمنتخب الألماني، يواكيم لوف، لانتقادات شديدة من الصحافة الألمانية بعد أن ظهر في صورة وهو يدخن في مقصورة المشجعين خلال مباراة ربع نهائي بطولة أمم أوروبا 2008 عندما كان يقضي عقوبة الإيقاف عن اللعب على مقاعد البدلاء. ردّ لوف قائلاً: "ماذا علي أن أقول عن هذا؟ إنه أمر خاص بي. أنا مجرد إنسان، لدي نقاط قوة ونقاط ضعف. أدخن سيجارة أحيانًا، أو أشرب كأسًا من النبيذ الأحمر في المساء. ليس الأمر وكأنني شخص لا يحب اللذة." أكد المهاجم الدنماركي نيكلاس بينتنر أنه في يومه الأول مع يوفنتوس في إيطاليا، وجد زميليه في الفريق جيانلويجي بوفون وأندريا بيرلو، يدخنان في المرحاض.
في العقد الأول من القرن الحادي والعشرين، فرض عدد من مدربي كرة القدم مبادئ مكافحة التدخين في أنديتهم. مدرب آرسنال آرسين فينغر، الذي اعتاد التدخين على خط التماس عندما كان مدربا لفريق موناكو، وكان يبيع السجائر قبل دخوله عالم كرة القدم، انتقد جاك ويلشير في عام 2013 بعد أن تم تصوير ويلشير وهو يُدخن. تم فرض غرامة قدرها 20 ألف جنيه إسترليني على حارس المرمى فويتشيك تشيزني بسبب التدخين في غرفة تبديل الملابس في ملعب الإمارات. تم تغريم غوس هيدينك عندما كان مديرًا فنيًا لتشيلسي بعد أن تم تصويره وهو يدخن السيجار في غرف تبديل الملابس في ملعب ويمبلي بعد فوز تشيلسي في نهائي كأس الاتحاد الإنجليزي 2009.
أعرب لاعبو كرة القدم والمدربون السابقون عن معارضتهم للتدخين في وقت لاحق. كرويف، الذي توقف عن التدخين في عام 1991 بسبب مشاكل في القلب وقام بعد ذلك بالترويج لحملات مكافحة التدخين، تم تشخيص إصابته بسرطان الرئة في عام 2015 والذي ارتبط بالتدخين خلال مسيرته الكروية  في عام 2004، انسحب سقراط من إحدى المباريات بعد مرور 20 دقيقة أثناء اللعب مع فريق غارفورث تاون الإنجليزي غير المحترف، بحجة أنه دخن الكثير من السجائر حتى يتمكن من الاستمرار. قبل أيام من وفاته في عام 2020، تم تصوير المهاجم الأرجنتيني دييغو مارادونا وهو يدخن في حالة سكر.
يُحظر التدخين الإلكتروني في الملاعب بموجب لوائح الدوري الإنجليزي الممتاز. نظرًا لأنه ليس محظورًا بموجب القانون، فقد سمحت ملاعب الدوري الإنجليزي لكرة القدم والدوري الاسكتلندي الممتاز للمتفرجين بالتدخين الإلكتروني، كما سمحت لشركات التدخين الإلكتروني ببيع المنتجات داخلها. في عام 2022، وقّع نادي بلاكبيرن روفرز اتفاقية رعاية مع شركة محلية متخصصة في السجائر الإلكترونية. وفقًا لقواعد الاتحاد الإنجليزي لكرة القدم، لا يمكن أن تظهر الرعاية المتعلقة بالتدخين الإلكتروني على مجموعات الشباب. وتوجد نفس القواعد بالنسبة للكحول أو المقامرة، في حين يُحظر رعاية التبغ في كل من مجموعات البالغين والشباب.